# Una vida con propósito
Una Vida con Propósito (en inglés: The Purpose Driven Life) es un libro devocional escrito por el pastor cristiano Rick Warren y publicado por Zondervan en 2002.

## Resumen
El libro está destinado a ser leído como una inspiración diaria, con cada uno de los 40 capítulos cortos leídos en días consecutivos. Cada capítulo contiene una sección de aplicación personal al final con un "punto a reflexionar", un versículo para recordar, y una pregunta a considerar en el transcurso de ese día. Rick Warren describió su libro como un "libro anti-autoayuda".  La primera oración del libro dice: "No se trata de ti", y el resto del capítulo continúa explicando cómo la búsqueda de realización personal, satisfacción y significado sólo puede encontrarse en comprender y hacer aquello para lo que Dios te puso en la Tierra. Las 5 secciones principales del libro son adoración,  Iglesia, discipulado, ministerio y la  Misión. En las últimas versiones del libro, 2 capítulos adicionales fueron añadidos sobre las 2 razones más grandes por las que los cristianos no viven vidas con propósito, la envidia y el "agradar a las personas." 

## Recepción
El libro fue un superventas tan pronto como se publicó. En 2019, se vendieron 32 millones de copias en más de 85 idiomas.

## Crítica
El erudito bíblico Robert M. Price criticó a Warren por aplicar eiségesis, lo cual incluye citar varias traducciones de la Biblia y escoger selectivamente cualquier paráfrasis o traducción que apoye sus tesis. Jason Harris criticó el libro por dar referencias de las Escrituras en las notas finales lo cual deja a los lectores sin conocer el contexto de la Escritura que él cita.

## Influencia
Una encuesta de mayo de 2005 de pastores y ministros americanos realizada por George Barna pidió a líderes cristianos que identifiquen qué libros fueron de mayor influencia en sus vidas y ministerios. Una Vida con Propósito fue la respuesta más frecuente . Una Iglesia con Propósito, el segundo libro de Warren, fue la segunda. Billy Graham describió el libro como uno que "te guiará a la grandeza—a través de vivir el Gran Mandamiento y la Gran Comisión de Jesús." La leyenda de la NFL Ray Lewis le dio el libro al 23 veces medallista olímpico Michael Phelps cuando éste fue a rehabilitación.  Phelps leyó el libro diariamente mientras estaba en rehabilitación.
En 2005, después de leer el libro, el presidente de Ruanda, Paul Kagame, invitó a Warren a desarrollar el P.E.A.C.E. Plan en el país.
En marzo de 2005 Brian Nichols, quién era buscado por haber disparado a cuatro personas en Atlanta, retuvo como rehén a Ashley Smith en su apartamento por siete horas. Smith informó a los noticieros que durante este tiempo leyó el capítulo 32 de Una Vida con Propósito a Nichols, a lo cual atribuyó una influencia en su decisión de liberarla de su cautividad. Smith más tarde admitió que también había dado a Nichols cristales de metanfetamina para tranquilizarlo. Las ventas de Una Vida con Propósito crecieron mucho, llegando a ser el segundo libro mejor vendido en Amazon después de que fuera anunciada la noticia de la cautividad y la liberación de Smith.
Smith más tarde publicó un libro a través de HarperCollins Editores sobre su vida y encuentro con Nichols titulado Ángel Improbable: La Historia No Contada de la Heroína Rehén de Atlanta. En el libro Smith hablaba de su adicción a las drogas, escribiendo que el calvario como rehén la hizo consciente de que era una adicta.
Una versión fílmica de su calvario, Cautiva, fue lanzada en septiembre de 2015. David Oyelowo representa a Brian Nichols y Kate Mara representa a Ashley Smith.
En 2009, la cantante Carrie Underwood se inspiró en el libro para escribir la canción Temporary Home. 